# Alzette
Alzette (luxemburgiska: Uelzecht; högtyska: Alzig) är en flod i Luxemburg och Frankrike. Den flyter från Thil i nordöstra Frankrike till den centrala delen av Luxemburg. Flodens mynning är belägen 26,5 kilometer norr om staden Luxemburg. Alzette är cirka 73,6 kilometer lång och höjdskillnaden mellan källan och mynningen är 174 meter. Vattendraget mynnar ut i Sauer vid Ettelbruck.